# 유진정
유진정(劉眞定, ? ~ 기원전 49년)은 전한 후기의 제후로, 장사정왕의 손자이다.

## 행적
본시 4년(기원전 70년), 아버지 유현의 뒤를 이어 천릉후(泉陵侯)에 봉해졌다.
천릉대후 22년(기원전 49년)에 죽으니 시호를 대(戴)라 하였고, 아들 유경이 작위를 이었다.

## 출전
- 반고, 《한서》 권15하 왕자후표 下